# Liceo classico e linguistico Muratori - San Carlo
Il liceo "Ludovico Antonio Muratori – San Carlo" è un liceo classico e linguistico statale di Modena.
Il liceo trae origine dall'unione di due enti preesistenti: il liceo "Ludovico Antonio Muratori" ed il liceo "San Carlo". Le presidenze e le segreterie furono unificate e poi collocate presso la sede dell'ex liceo "Ludovico Antonio Muratori" di via Cittadella, il quale, al momento della unificazione, contava un maggior numero di iscritti unitamente ad una sede più grande e moderna, ritenuta più idonea all'espletamento di tali attività.

## Storia

### L'ex liceo "Ludovico Antonio Muratori"
L'ex liceo "Ludovico Antonio Muratori" traeva origine dal collegio dei Gesuiti, instauratosi nella città tra la fine del XVI e gli inizi del XVII secolo. L'antica scuola gesuita di San Bartolomeo di via dei Servi, con l'anno scolastico 1860-61 venne trasformata in "Regio Ginnasio-Liceo". In seguito nel 1865, il liceo fu dedicato a Ludovico Antonio Muratori, il quale fu allievo del collegio dei Gesuiti verso la fine del XVII secolo.
Nel 1973, la sede del liceo fu trasferita in viale Cittadella.
Nel 1982, il liceo linguistico venne introdotto nell'offerta didattica quale sperimentazione; successivamente 1994-95, è stato adattato al "progetto Brocca".
Con l'avvento della riforma Gelmini, dall'anno scolastico 2010-2011, l'ex liceo si articolò definitivamente nei due indirizzi classico e linguistico.

### L'ex liceo "San Carlo"
Il Collegium nobilium Beatae Mariae Virginis et Sancti Caroli venne aperto in Modena nel 1626 ad opera del conte Paolo Boschetti.
Lo scopo del collegio era la formazione dei giovani che sarebbero andati a costituire il ceto dirigente del Ducato di Modena, reclutato tra la nobiltà. Gli studi prevedevano le discipline letterarie, filosofiche, teologiche, giuridiche, scientifiche. La gestione era affidata all'omonima congregazione della Beata Vergine Maria e di San Carlo composta inizialmente da laici, poi da laici e sacerdoti.
Grazie al lascito del fondatore e di altri poté rapidamente dotarsi di una solida base patrimoniale, che dal 1662 permise di tenere anche corsi di letture universitarie. Rinacque così l'antico Studium modenese, consacrato da Pillio da Medicina, come Studio pubblico in San Carlo.
Nel 1685 divenne formalmente una università, con facoltà di conferire il titolo di dottore.
Nel collegio intorno al 1680 nacque anche l'Accademia dei Dissonanti, dalla quale trae origine l'attuale Accademia nazionale di scienze lettere e arti.
Nel 1772 il duca Francesco III d'Este rese pubblica l'Università, separandola dal collegio. A quest'ultimo rimase la formazione degli adolescenti.
Durante il periodo francese si laicizzò il corpo docente e si accettarono allievi provenienti dalla borghesia. Con l'unità nazionale le scuole furono parificate ed il collegio dovette abbandonare i propri programmi per attenersi a quelli nazionali per regio decreto nel 1862.
Il 30 settembre 1970 è divenuto liceo statale a tutti gli effetti, separandosi definitivamente dall'originario collegio, che già dal 1954 si era trasformato in Fondazione collegio San Carlo. Il liceo San Carlo è comunque rimasto punto di riferimento per la borghesia e la classe dirigente modenese anche dopo la statalizzazione, sia per tradizione e continuità famigliare sia per ubicazione nel centro storico della città.
Negli ultimi anni novanta al liceo San Carlo è stato associato il liceo Giovanni Pico di Mirandola, che però dal 1º settembre 2000 è divenuto sede associata dell'istituto di istruzione superiore Giuseppe Luosi di Mirandola.
Nell'anno scolastico 2005-2006 il liceo classico San Carlo ha ricevuto la certificazione qualità secondo le norme UNI EN ISO 9001:2000.